# 特蘭卡斯縣

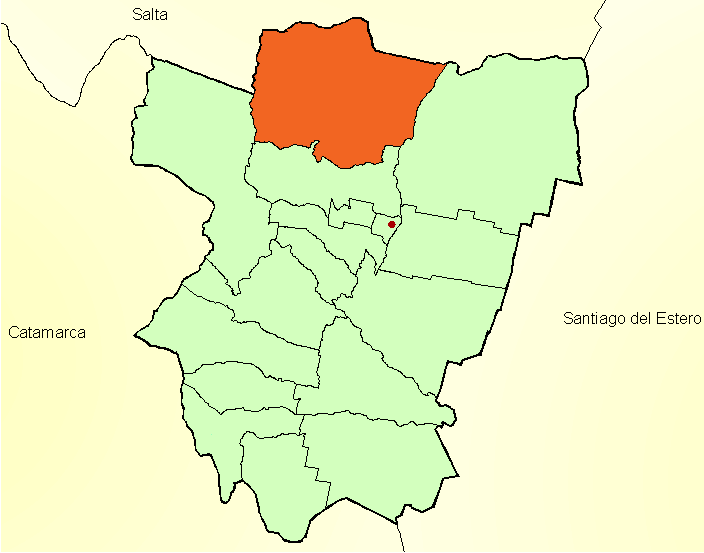

特蘭卡斯縣（西班牙語：Departamento Trancas），是阿根廷的縣份，位於該國西北部圖庫曼省，首府設於特蘭卡斯，面積2,862平方公里，該地區的地震活動頻繁和低強度，2010年人口17,371，人口密度每平方公里6.07人。